# Coenonympha magnocellata
Coenonympha magnocellata är en fjärilsart som beskrevs av Krzywicki 1967. Coenonympha magnocellata ingår i släktet Coenonympha och familjen praktfjärilar. Inga underarter finns listade i Catalogue of Life.